# Ptolémée XIV
Pour les articles homonymes, voir Ptolémée (homonymie).
Ptolémée XIV Philopator II  (en grec classique, Πτολεμαῖος Φιλοπάτωρ, « Fils, qui aime son père », v. -59 / -44) est un pharaon de la dynastie lagide. Il est le plus jeune frère de Cléopâtre VII, son époux et son associé de -47 à -44. Elle l'aurait fait empoisonner.
Son neveu Ptolémée XV, dit Césarion, fils de Cléopâtre VII et probablement de Jules César, lui succède, associé à sa mère Cléopâtre.

## Généalogie
|  |  |               |               |               |               |               |               |  |  | Ptolémée XII  | Ptolémée XII  | Ptolémée XII  | Ptolémée XII  | Ptolémée XII  | Ptolémée XII  |  |  |              |              | concubine égyptienne ou macédonienne | concubine égyptienne ou macédonienne | concubine égyptienne ou macédonienne | concubine égyptienne ou macédonienne | concubine égyptienne ou macédonienne | concubine égyptienne ou macédonienne |            |            |            |            | Cléopâtre VI | Cléopâtre VI | Cléopâtre VI | Cléopâtre VI | Cléopâtre VI | Cléopâtre VI |             |             |             |             |  |  |  |  |  |  |  |  |  |  |  |  |  |  |  |  |
|  |  |               |               |               |               |               |               |  |  | Ptolémée XII  | Ptolémée XII  | Ptolémée XII  | Ptolémée XII  | Ptolémée XII  | Ptolémée XII  |  |  |              |              | concubine égyptienne ou macédonienne | concubine égyptienne ou macédonienne | concubine égyptienne ou macédonienne | concubine égyptienne ou macédonienne | concubine égyptienne ou macédonienne | concubine égyptienne ou macédonienne |            |            |            |            | Cléopâtre VI | Cléopâtre VI | Cléopâtre VI | Cléopâtre VI | Cléopâtre VI | Cléopâtre VI |             |             |             |             |  |  |  |  |  |  |  |  |  |  |  |  |  |  |  |  |
|  |  |               |               |               |               |               |               |  |  |               |               |               |               |               |               |  |  |              |              |                                      |                                      |                                      |                                      |                                      |                                      |            |            |            |            |              |              |              |              |              |              |             |             |             |             |  |  |  |  |  |  |  |  |  |  |  |  |  |  |  |  |
|  |  | Ptolémée XIII | Ptolémée XIII | Ptolémée XIII | Ptolémée XIII | Ptolémée XIII | Ptolémée XIII |  |  | Cléopâtre VII | Cléopâtre VII | Cléopâtre VII | Cléopâtre VII | Cléopâtre VII | Cléopâtre VII |  |  | Ptolémée XIV | Ptolémée XIV | Ptolémée XIV                         | Ptolémée XIV                         | Ptolémée XIV                         | Ptolémée XIV                         |                                      |                                      | Arsinoé IV | Arsinoé IV | Arsinoé IV | Arsinoé IV | Arsinoé IV   | Arsinoé IV   |              |              | Bérénice IV  | Bérénice IV  | Bérénice IV | Bérénice IV | Bérénice IV | Bérénice IV |  |  |  |  |  |  |  |  |  |  |  |  |  |  |  |  |
|  |  | Ptolémée XIII | Ptolémée XIII | Ptolémée XIII | Ptolémée XIII | Ptolémée XIII | Ptolémée XIII |  |  | Cléopâtre VII | Cléopâtre VII | Cléopâtre VII | Cléopâtre VII | Cléopâtre VII | Cléopâtre VII |  |  | Ptolémée XIV | Ptolémée XIV | Ptolémée XIV                         | Ptolémée XIV                         | Ptolémée XIV                         | Ptolémée XIV                         |                                      |                                      | Arsinoé IV | Arsinoé IV | Arsinoé IV | Arsinoé IV | Arsinoé IV   | Arsinoé IV   |              |              | Bérénice IV  | Bérénice IV  | Bérénice IV | Bérénice IV | Bérénice IV | Bérénice IV |  |  |  |  |  |  |  |  |  |  |  |  |  |  |  |  |